# Escudo de Alemania
El escudo de armas de Alemania tiene su origen en diferentes símbolos que se sucedieron durante el Sacro Imperio Romano Germánico, que, al desintegrarse en 1806 como consecuencia de las Guerras Napoleónicas, dejó sin escudo oficial a los Estados alemanes que habían formado parte del Imperio.
Durante el Imperio alemán, creado en 1871, el «águila real» volvió a tomarse como símbolo, siendo modificado su diseño tras la derrota alemana en la Primera Guerra Mundial y luego nuevamente en los años 1930 tras instaurarse la Alemania nazi.
La RFA estableció el actual escudo en 1950. Este escudo fue diseñado en 1926 por Tobias Schwab reformando el escudo de la República de Weimar. En esa época se le llamaba el «águila de Weimar», pero cuando la RFA lo adoptó como símbolo pasó a conocerse como el «águila federal» (Bundesadler en alemán), nombre que mantiene hasta hoy en día.
El águila federal figura, por ejemplo, en muchos documentos oficiales, en los uniformes del ejército, en la fachada de edificios estatales, en las monedas y pasaportes, así como en las camisetas de las federaciones deportivas alemanas. Además, figura en la bandera de Alemania de usos gubernamentales.

## Variantes del escudo actual
La llamada «águila pequeña» es un modelo más redondeado del águila alemana, usado en pasaportes, monedas, medallas institucionales y logotipos de instituciones del Gobierno. Consta de las siguientes variantes:

Modelo genérico, usado por el Gabinete y los ministerios, en los pasaportes, en algunas monedas y medallas, y más.
Logo simplificado del presidente de Alemania
Logo simplificado del Bundestag
Logo simplificado del Bundesrat
Logo simplificado del Tribunal Constitucional de Alemania

## Historia

### Sacro Imperio Romano Germánico
El águila imperial alemana (Reichsadler) se originó a partir de un emblema protoheráldico que se cree que fue utilizado por Carlomagno, el primer gobernante franco coronado emperador del Sacro Imperio Romano Germánico por el Papa en 800, y derivado en última instancia del Aquila, un estandarte del ejército romano.
En el siglo XIII, el escudo de armas imperial se describía generalmente como: Un águila que mostraba un pico de sable y de gules miembros (un águila negra con alas expandidas con pico rojo y patas en un campo dorado). Durante el período medieval, el águila imperial solía tener una sola cabeza. Un águila bicéfala se atribuye como las armas de Federico II en la Chronica Majora (c. 1250). En 1433, el águila bicéfala fue adoptada por Segismundo, emperador del Sacro Imperio Romano Germánico. A partir de entonces, el águila bicéfala se usó como las armas del emperador alemán y, por lo tanto, como el símbolo del Sacro Imperio Romano Germánico de la nación alemana. Desde el siglo XII, los emperadores también utilizaron un escudo de armas personal separado de las armas imperiales. Desde el reinado de Alberto II (que reinó entre 1438 y 1439), los emperadores portaban las antiguas armas imperiales con un escudo simulado de las armas personales de su familia, que aparece como el águila negra con un escudo en el pecho.

### Confederación Germánica
En 1815, se fundó la Confederación Germánica ( Bund ) de 39 estados alemanes débilmente unidos en el territorio del antiguo Sacro Imperio Romano Germánico. Hasta 1848, la confederación no tenía un escudo de armas propio. La reunión de la Dieta Federal (Bundestag) en Fráncfort del Meno utilizó un sello que llevaba el emblema del Imperio Austriaco, ya que Austria se había hecho cargo de la dirección del sindicato. Mostraba un águila bicéfala negra, que Austria había adoptado poco antes de la disolución del Sacro Imperio Romano Germánico de la Nación Alemana.
Durante la revolución de 1848, la Asamblea Nacional que se reunió en la Iglesia de San Pablo en Fráncfort adoptó un nuevo escudo de armas del Reich. Se mantuvo el águila bicéfala negra, pero sin los cuatro símbolos del emperador: la espada, el orbe imperial, el cetro y la corona. El águila descansaba sobre un escudo dorado; arriba había una estrella dorada de cinco puntas. A ambos lados el escudo estaba flanqueado por tres banderas con los colores negro-rojo-dorado. Sin embargo, el emblema nunca obtuvo una aceptación generalizada.
El escudo de armas en sí fue el resultado de una decisión de la asamblea federal :

La asamblea federal constituye el antiguo águila imperial alemana con la escritura circundante "Confederación Alemana" y los colores del antiguo escudo de armas imperial alemán (negro, rojo, dorado) para ser el escudo de armas y los colores de la Confederación Alemana y se reserva el derecho, para tomar una decisión adicional sobre su uso de acuerdo con la conferencia del comité.

La Asamblea Federal de la Confederación Alemana, decisión federal sobre el escudo de armas y los colores de la Confederación Alemana del 19 de marzo de 1848.

### Confederación Alemana del Norte
En 1867, la Confederación de Alemania del Norte se estableció sin Austria y los cuatro estados del sur de Alemania (Baviera, Württemberg, Baden, Hesse-Darmstadt sin su mitad sur) y bajo el liderazgo del Reino de Prusia. Se adoptó un nuevo escudo de armas, que consistía en un escudo con los colores negro-blanco-rojo con una corona en su parte superior, flanqueado por dos hombres salvajes con garrotes y de pie sobre un pedestal.

### Imperio Alemán
El Reichsadler ya se había presentado en la Proclamación de Versalles, aunque la primera versión había sido solo provisional. El diseño del águila se modificó al menos dos veces durante el Imperio Alemán (1871-1918). Muestra el águila imperial, un águila negra comparativamente realista, con la corona heráldica del Imperio Alemán. El águila tiene pico, lengua y garras rojas, con alas abiertas y plumas. A diferencia de su predecesor, el águila de la Confederación Alemana, el águila imperial tiene una sola cabeza, mirando hacia la derecha, simbolizando que partes importantes del antiguo imperio, Austria y Bohemia, no formaban parte de este nuevo imperio. Su base legal era un rescripto imperial:

Al canciller del Reich, príncipe de Bismarck. A raíz de su informe del 27 de junio de este año, autorizo: 1. que las autoridades públicas y los servidores públicos, designados por el Emperador de acuerdo con los requisitos de la constitución y las leyes del Imperio Alemán, sean llamados imperiales; 2. que el águila negra, una cabeza, mirando hacia la derecha con pico rojo, lengua y garras, sin cetro ni orbe, en el pecho proteja al águila prusiana, recubierta con el escudo de la Casa de Hohenzollern, (es decir, con un escudo de pretensión de Hohenzollern ("trimestral argent y sable")) sobre el mismo se puede poner en uso la corona en forma de la corona de Carlomagno, pero con dos arcos cruzados; 3. que el estándar imperial [Continúa el guion]

-  Kaiser Wilhelm, Rescripto del 3 de agosto de 1871, relativo a los nombres de las autoridades públicas y servidores públicos del Imperio Alemán, así como a la declaración del escudo de armas imperial y el estandarte imperial

### República de Weimar
Después de la introducción de la república, el escudo de armas de Alemania también se alteró teniendo en cuenta los cambios políticos. La República de Weimar (1918-1933) conservó el Reichsadler sin los símbolos de la antigua monarquía (corona, collar, escudo de pecho con las armas prusianas). Esto dejó al águila negra con una cabeza, mirando hacia la derecha, con las alas abiertas pero las plumas cerradas, con el pico, la lengua y las garras rojas y el resaltado blanco.
El Reichsadler republicano se basa en el Reichsadler introducido por la Constitución Paulskirche de 1849, que fue decidida por la Asamblea Nacional Alemana en Fráncfort del Meno, en la cúspide del movimiento cívico alemán que exigía la participación parlamentaria y la unificación de los estados alemanes. Los logros y signos de este movimiento habían desaparecido en su mayoría después de su caída y la reacción política en la década de 1850. Solo el pequeño principado alemán de Waldeck-Pyrmont mantuvo la tradición y continuó usando los colores alemanes llamados negro-rojo-oro (en alemán, Schwarz-Rot-Gold).
Estos signos habían seguido siendo símbolos del movimiento Paulskirche y la Alemania de Weimar quería expresar su opinión de que también se originó en ese movimiento político entre 1848 y 1852. El escudo de armas republicano retomó la idea del escudo alemán establecido por el movimiento Paulskirche, utilizando el mismo animal de carga, un águila, en los mismos colores (negro, rojo), pero modernizando su forma, incluyendo una reducción de las cabezas de dos a uno. La interpretación artística del águila fue muy realista. Esta águila está montada sobre un escudo amarillo (dorado). El escudo de armas fue anunciado en 1919 por el presidente Friedrich Ebert  y el ministro del Interior Erich Koch-Weser:

Por decisión del Gobierno del Reich, por la presente anuncio que el escudo de armas imperial sobre un escudo amarillo dorado muestra el águila negra con una sola cabeza, la cabeza vuelta a la derecha, las alas abiertas pero con plumas cerradas, pico, lengua. y garras en color rojo. Si el águila del Reich se muestra sin marco, se utilizarán los mismos colores y la misma carga que los del águila del escudo de armas del Reich, pero la parte superior de las plumas se dirige hacia el exterior. Los patrones que mantiene el Ministerio Federal del Interior son determinantes para el diseño heráldico. El diseño artístico puede variar para cada propósito especial.
-Presidente Ebert; Ministro del Interior, Koch. Anuncio sobre el escudo de armas federal y el águila imperial del 11 de noviembre de 1919

Reichswappen a partir de 1928. Actual escudo de Alemania.

Sin embargo, en 1928 el Reichswappen (escudo de armas del Reich) diseñado por Tobias Schwab (1887-1967) en 1926 (o 1924) para el equipo olímpico alemán se convirtió en el emblema oficial. La Reichswehr se adoptó en el nuevo Reichswappen ya en 1927. El diseño anterior de Emil Doepler se convirtió entonces en el Reichsschild (escudo del Reich) con uso restringido como banderín para vehículos gubernamentales. En 1920, Sigmund von Weech diseñó un Staatssiegel (sello estatal), cuya versión más pequeña fue utilizada desde 1921 por todos los ministerios y autoridades del Reich en documentos oficiales como un signo coherente. También apareció en los pasaportes alemanes. En 1949, la República Federal Alemana adoptó todos los signos de la República de Weimar, Reichswappen, Reichsschild, Staatssiegel, Reichsflagge como Bundeswappen, Bundesschild. Bundessiegel y Bundesflagge en la década de 1950.

### Alemania Nazi
La Alemania nazi usó el escudo de la República de Weimar hasta 1935. El Partido Nazi utilizó un nuevo escudo basado en el escudo de su partido, el cual consistió en un águila negra con la cabeza girada a la izquierda, parada sobre una corona de hojas de roble en cuyo interior se encuentra una esvástica. El Partido Nazi usó un águila negra sobre una corona de roble estilizada, con una esvástica en el centro. A dicha águila se le llamó Reichsadler, y simbolizaba al país. Hubo otra versión con el águila con la cabeza girada a la derecha, la cual simboliza al Partido Nazi, llamada Parteiadler. El emblema fue establecido por un reglamento elaborado por Adolf Hitler, el 5 de noviembre de 1935:

Para expresar la unidad del partido y el estado también en relación con sus emblemas, decido:
Artículo 1 El reich tiene como emblema nacional el emblema del Partido Nacionalsocialista Obrero Alemán.
Artículo 2 Los emblemas nacionales de la Wehrmacht permanecen intactos.
Artículo 3 Se cancela el anuncio sobre el escudo de armas imperial y el águila imperial (Reichsgesetzbl. Pg 1877).
Artículo 4 De acuerdo con el Representante del Führer, el Ministro del Interior del Reich promulgará las regulaciones necesarias para implementar el artículo 1.

- El canciller del Führer y el Reich Adolf Hitler (y otros), Reglamento relativo al emblema nacional del Reich de 5 de noviembre de 1935
Hitler agregó el 7 de marzo de 1936 que:

En relación con el Reglamento relativo al emblema nacional del reich del 5 de noviembre de 1935, artículo 1 decido: El emblema nacional del Reich muestra la esvástica, rodeada por una corona de roble, en la corona de roble un águila con las alas extendidas. La cabeza del águila se gira a la derecha. Para el diseño heráldico del emblema nacional, los patrones incluidos son determinantes. El diseño artístico es variado para cada propósito especial.

-  El canciller del Führer y del Reich Adolf Hitler (y otros), Reglamento relativo al diseño del emblema nacional del Reich de 7 de marzo de 1936.

### República Federal Alemana (1949-1990)
La República Federal Alemana adoptó el águila de Weimar como símbolo en 1950. Desde entonces se la conoce como Bundesadler ("águila federal"). La base legal del uso de este escudo de armas es el anuncio del presidente Theodor Heuss, el canciller Konrad Adenauer y el ministro del Interior Gustav Heinemann del 20 de enero de 1950, que es idéntico palabra por palabra al anuncio del presidente Friedrich Ebert y el ministro del Interior Erich Koch. -Weser antes del 11 de noviembre de 1919:

Por decisión del Gobierno Federal, por la presente anuncio que el escudo de armas federal sobre un escudo amarillo dorado muestra el águila negra con una cabeza, la cabeza volteada a la derecha, las alas abiertas pero con plumas cerradas, pico, lengua y garras de color rojo. Si el águila federal se muestra sin marco, se utilizará la misma carga y colores que los del águila del escudo de armas federal, pero la parte superior de las plumas se dirige hacia el exterior. Los patrones que mantiene el Ministerio Federal del Interior son definitivos para el diseño heráldico. El diseño artístico está reservado a cada propósito especial.

-  El presidente federal Theodor Heuß, el canciller federal Adenauer, el ministro federal del Interior Heinemann, anuncio sobre el escudo de armas federal y el águila federal.
Desde la adhesión (1990) de los estados que formaban la República Democrática Alemana, el Águila Federal ha sido el símbolo de la Alemania reunificada .

### República Democrática Alemana
La República Democrática Alemana (Alemania Oriental) usó un emblema socialista como escudo nacional 
desde 1950 hasta su reunificación con Alemania Occidental en 1990. En 1959, la insignia también se agregó a la bandera de Alemania Oriental.
La primera versión fue adoptada en 1950, apenas unos meses después de la fundación de la República Democrática Alemana. Pero incluso el presidente del Consejo de Ministros, Otto Grotewohl, opinaba que este primer emblema no representaba la naturaleza de la RDA.
La versión definitiva fue adoptada como emblema estatal de la RDA mediante ley de la Cámara del Pueblo del 26 de septiembre de 1955 y agregado a la bandera nacional por ley del 1 de octubre de 1959. El mismo emblema, rodeado por dos ramas de olivo, servía como escudo de armas del Ejército Popular Nacional (NVA, Nationale Volksarmee), y rodeado de una estrella blanca de doce puntas era el distintivo de la Policía Popular o Volkspolizei. El escudo fue abolido oficialmente el 31 de mayo de 1990 durante el gobierno de transición surgido luego de las primeras elecciones multipartidistas.

## Galería

Escudo del Sacro Imperio Romano-Germánico (1433-1806)
Escudo de la Confederación Alemana (1815-1866)
Escudo del Imperio alemán (1848-1849) utilizado durante la Revolución de 1848
Escudo "Grande" del II Imperio Alemán (1871-1918)
Escudo "Pequeño" del II Imperio Alemán (usado con más frecuencia)
Escudo de la República de Weimar (1919-1928)
Escudo de la República Federal de Alemania (desde 1950)
Escudo de la República Soviética de Baviera (1919)
Escudo de la Alemania Nazi (1935-1945)
Escudo de la Alemania Oriental (1955-1990)